# Apatura mikuni
Apatura mikuni är en fjärilsart som beskrevs av Alfred Ernest Wileman 1910. Apatura mikuni ingår i släktet Apatura och familjen praktfjärilar. Inga underarter finns listade i Catalogue of Life.